# Авила, Антони де
Антони Уильям де Авила Чаррис (исп. Ántony Wílliam de Ávila Charris; род. 21 декабря 1962, Санта-Марта) — колумбийский футболист, выступавший на позиции нападающего. Известен по выступлениям за «Америку» из Кали и сборную Колумбии. Участник чемпионатов мира 1994 и 1998 годов. За свой небольшой рост получил прозвище «Смурф».

## Клубная карьера

### «Америка» Кали
Де Авила начал свою карьеру в клубе «Америка» из города Кали. В 1983 году он дебютировал за команду в колумбийской Примере в возрасте 21 года. В своем же первом сезоне Антони выиграл чемпионат. В последующем он выиграл вместе с «Америкой» ещё шесть чемпиоств, что является одним из рекордов клуба. Он четырежды помогал команде выйти в финал кубка Либертадорес, но команда ни разу не выиграла трофей, даже когда в 1996 году де Авила забил на турнире 11 мячей. В сезоне 1987/1988 он выступал на правах аренды за аргентинский «Унион». Де Авила забил 17 мячей в 37 встречах и несмотря на желание руководства клуба выкупить его трансфер вернулся на родину. В 1990 году Антони помог выиграть «Америке» очередной чемпионат, а сам с 25 мячами стал лучшим бомбардиром первенства.

### «МетроСтарс»
В 1996 году де Авила покинул Колумбию и перешёл в клуб новой американской лиги MLS «МетроСтарс». В новой команде он должен был заменить своего соотечественника Рубена Эрнандеса. 14 августа в матче против «Нью-Ингланд Революшн» он дебютировал за новою команду. В этом поединке де Авила отдал результативную передачу. В оставшихся восьми встречах он отличился шесть раз. Ещё два мяча Антони забил на стадии плей-офф. По окончании сезона 1997 он покинул США.

### «Барселона» Гуаякиль
Летом 1997 года де Авила подписал контракт с эквадорской «Барселоной». В первом же сезоне он стал чемпионом Эквадора. Через год Антони помог клубу выйти в финал кубка Либертадорес. После сезона 1999 года он принял решение завершить карьеру в возрасте 37 лет.

### Возвращение в футбол
Спустя 10 лет в 2009 году де Авила ненадолго возобновил карьеру в родной «Америке». 3 августа в матче против «Депортиво Пасто» он дебютировал за команду после значительного перерыва. 31 августа в поединке против «Санта Фе» де Авила забил гол в возрасте 46 лет. За Америку он сыграл 9 матчей и забил два гола.

## Международная карьера
26 июля 1983 года в товарищеском матче против сборной Эквадора де Авила дебютировал за сборную Колумбии. В 1983 году Антони принял участие в своем первом международном турнире — Кубке Америки. В 1987 году составе национальной команды он завоевал бронзовые медали розыгрыша кубка. В 1991 году де Авила поехал на турнир в четвёртый раз. На кубке Америки он забил голы в ворота сборных Бразилии, Аргентины и Эквадора, тем самым помог своей команде занять четвёртое место.
В 1994 году де Авила был включен в заявку на участие в чемпионате мира в США. На турнире он принял участие в поединках против сборных США и Швейцарии. В 1998 году Антони во второй раз поехал на чемпионат мира. На полях Франции он, как и в первый раз принял участие в двух встречах против Туниса и Англии. Вскоре после мундиаля де Авила завершил карьеру в сборной. За национальную команду он провёл 54 матча и забил 13 голов.

## Достижения
Командные
«Америка Кали»
- Чемпион Колумбии (7): 1982, 1983, 1984, 1985, 1986, 1990, 1992

«Барселона Гуаякиль»
- Чемпион Эквадора: 1997

Международные
Колумбия
- Бронзовый призёр Кубка Америки: 1987

Индивидуальные
- Лучший бомбардир чемпионата Колумбии — 1990